# Eremobates kiseri
Eremobates kiseri är en spindeldjursart som beskrevs av Muma och Brookhart 1988. Eremobates kiseri ingår i släktet Eremobates och familjen Eremobatidae. Inga underarter finns listade i Catalogue of Life.